# Jacques-Félix Jan de La Hamelinaye

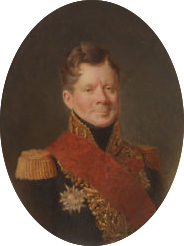

Jacques-Félix Jan de La Hamelinaye, selten Jacques Félix Jan de La Hamelinaye (* 22. Februar 1769 in Montauban-de-Bretagne; † 14. April 1861 in Rennes) war ein französischer Général de division.

## Leben
Jan de La Hamelinaye war der Sohn eines wohlhabenden Juristen in Montauban-de-Bretagne. Seine Erziehung oblag einer Hauslehrern, die ihn auch für die Ideale der Revolution begeistern konnte. 1791 meldete er sich als Freiwilliger zur Infanterie. Unter Führung von General Adam-Philippe de Custine nahm er 1792 an der Eroberung von Pruntrut (→Raurakische Republik) und im darauffolgenden Jahr an der Belagerung von Mainz (→Mainzer Republik) teil.
Er kämpfte in der Schlacht bei Brienne (29. Januar 1814), der Schlacht bei La Rothière (1. Februar 1814) und der Schlacht bri Champaubert (10. Februar 1814).
Während der Julirevolution von 1830 stand Jan de La Hamelinaye in Dijon. Offiziell wurde er am 2. Dezember 1832 in den Ruhestand verabschiedet. Er ließ sich in Contest nieder und starb am 14. April 1861 in Rennes, wo er auch seine letzte Ruhestätte fand.

## Ehrungen
- Baron de l’Émpire
- 1820 Grand Officier der Ehrenlegion
- 1821 Commandeur des Ordre royal et militaire de Saint-Louis
- 1827 Vicomte
- 1829 Comte
- Sein Name findet sich am nördlichen Pfeiler (9. Spalte) des Triumphbogens am Place Charles-de-Gaulle (Paris).